# Mario De Benedetti
Mario De Benedetti (* 8. September 1915 in Carbonara Scrivia; † 20. März 1977 in Mexiko) war ein italienischer Radrennfahrer.

## Sportliche Laufbahn
Als Amateur gewann De Benedetti (in einigen Medien auch Debenedetti) 1938 das Rennen Mailand–München vor Hans Heller und Werner Richer aus Deutschland, wobei er eine Etappe gewann. Auch im Giro del Sestriere war er erfolgreich.
1939 wurde er Berufsfahrer im Radsportteam Legnano und blieb bis 1949 als Profi aktiv. Danach startete er noch einige Zeit als Unabhängiger und von 1951 bis 1953 für ein Radsportteam in Uruguay. Er gewann einige Etappen in Rundfahrten, so 1950 und 1953 in der Uruguay-Rundfahrt. 1949 siegte er im Etappenrennen Vuelta al Valle de Río Negro. In seiner letzten Saison 1953 gewann er die Rundfahrt Mil Millas Orientales in Uruguay. Zweite Plätze errang er in den Eintagesrennen Giro dell’Appennino 1935, Coppa Bernocchi und Giro di Campania 1941 und im Rennen Milano–Modena 1942.
Im Rennen Tre Valli Varesine 1942 wurde er Dritter. In der Uruguay-Rundfahrt 1950 stand er beim Sieg von Virgílio Pereyra als Dritter auf dem Podium, 1953 wurde er erneut Dritter.
Im Giro d’Italia startete er zweimal. 1939 wurde er 41., 1949 19. des Gesamtklassements. In den Rennen der Monumente des Radsports war die fünften Plätze im Rennen Mailand–Sanremo 1941 und 1942 sein bestes Resultat, 1943 belegte er den 6. Rang in diesem Rennen.
1949 siedelte er nach Uruguay über, blieb aber italienischer Staatsbürger.